# Mattoni NBL 2008/2009
Národní basketbalová liga 2008/2009 byla nejvyšší mužskou ligovou basketbalovou soutěží v České republice v ročníku 2008/2009. Od ročníku ligy 1998/1999 byla nazvána jménem generálního partnera – Mattoni Národní basketbalová liga (ve zkratce Mattoni NBL).
Konečné pořadí ligy:
1. ČEZ Basketball Nymburk (mistr České republiky 2008/2009) – 2. Geofin Nový Jičín – 3. BK Děčín – 4. BK Prostějov – 5. BK Kondoři Liberec – 6. BK NH Ostrava – 7. BK Breda & Weinstein Opava – 8. USK Praha – 9. BK Synthesia Pardubice – 10. BC Kolín – 11. Karma Basket Poděbrady

## Systém soutěže
Od sezóny 2006/2007 došlo ke změně herního systému soutěže. Byl rozšířen počet zápasů v základní části, která se hrála opět čtyřkolově a byla zrušena druhá část hraná ve skupinách A1, A2. Ke změně došlo i v play off, čtvrtfinále a se hrálo pouze na dva vítězné zápasy, od semifinále opět na tři vítězné zápasy. Zápas o 3. místo na 2 zápasy. Odhlásilo se Brno, proto se liga v sezóně 2008/2009 hrála jen s 11 účastníky a nikdo nesestupoval.

## Výsledky

### Tabulka základní části soutěže
| Poř. | Tým                        | Z  | V  | P  | Skóre     | Body |
| ---- | -------------------------- | -- | -- | -- | --------- | ---- |
| 1.   | ČEZ Basketball Nymburk     | 40 | 39 | 1  | 3711:2688 | 79   |
| 2.   | Geofin Nový Jičín          | 40 | 30 | 10 | 3375:2991 | 70   |
| 3.   | BK Děčín                   | 40 | 22 | 18 | 3238:3152 | 62   |
| 4.   | BK Prostějov               | 40 | 21 | 19 | 3224:3257 | 61   |
| 5.   | BK Kondoři Liberec         | 40 | 17 | 23 | 3265:3369 | 57   |
| 6.   | BK NH Ostrava              | 40 | 17 | 23 | 3109:3412 | 57   |
| 7.   | BK Breda & Weinstein Opava | 40 | 17 | 23 | 3093:3441 | 57   |
| 8.   | USK Praha                  | 40 | 16 | 24 | 3015:3212 | 56   |
| 9.   | BK Synthesia Pardubice     | 40 | 14 | 26 | 3102:3191 | 54   |
| 10.  | BC Kolín                   | 40 | 14 | 26 | 3113:3322 | 54   |
| 11.  | Karma Basket Poděbrady     | 40 | 13 | 27 | 3405:3615 | 53   |

## Play-off
Hrálo se vyřazovacím způsobem na vítězné zápasy, finále na čtyři, čtvrtfinále a semifinále na tři vítězné zápasy. 

### Čtvrtfinále
- (1.) ČEZ Basketball Nymburk – (8.) USK Praha 3:0 (85:61 103:70 87:67)
- (2.) Geofin Nový Jičín – (7.) BK Breda & Weinstein Opava 3:0 (86:82 85:70 83:78)
- (3.) BK Děčín – (6.) BK NH Ostrava 3:1 (101:84 91:103 105:83 86:76)
- (5.) BK Prostějov – (4.) BK Kondoři Liberec 3:2 (109:78 99:105 99:82 78:92 97:86)

### Semifinále
- ČEZ Basketball Nymburk – BK Prostějov 3:0 (90:60 81:69 106:73)
- Geofin Nový Jičín – BK Děčín 3:0 (94:87 86:85 73:71)

### Finále
- ČEZ Basketball Nymburk – Geofin Nový Jičín 4:0 (67:64 109:70 88:64 82:74)